# Xinqiao (köping i Kina, Shandong)
Xinqiao (kinesiska: 新桥镇, 新桥) är en köping i Kina. Den ligger i provinsen Shandong, i den östra delen av landet, omkring 190 kilometer sydost om provinshuvudstaden Jinan. Antalet invånare är 56713. Befolkningen består av 27 573 kvinnor och 29 140 män. Barn under 15 år utgör 20,0 %, vuxna 15-64 år 70 %, och äldre över 65 år 8,0 %.
Genomsnittlig årsnederbörd är 1 105 millimeter. Den regnigaste månaden är juli, med i genomsnitt 330 mm nederbörd, och den torraste är januari, med 6 mm nederbörd.